# Мотольский сельсовет
Мотольский сельсовет — административная единица на территории Ивановского района Брестской области Республики Беларусь. Административный центр — агрогородок Мотоль.

## География
Сельсовет расположен в 21 км севернее Иваново и в 45 км от Пинска. Территория сельсовета составляет 12817 га. По территории сельсовета протекает река Ясельда, расположены озёра Мотольское, Мульное и Заозерское, а также водохранилище Жидинье.

## История
Образован как Дедовичский сельский Совет депутатов трудящихся 12 октября 1940 года. 16 июля 1954 года Дедовичский сельский Совет упразднён и образован Мотольский сельский Совет депутатов трудящихся.

## Состав
Мотольский сельсовет включает 2 населённых пункта :
- Мотоль — агрогородок.
- Тышковичи — агрогородок.

## Население
По данным переписи населения 2019 года в сельсовете проживали 4742 жителя.

## Культура
- Мотольский музей народного творчества в аг. Мотоль
- Филиал археологии «Нашы карані» Мотольского музея народного творчества в аг. Мотоль
- На территории Мотольской СШ № 1 расположен музей, посвящённый Великой Отечественной войне
- В здании ветряной мельницы в аг. Мотоль создана экспозиция «Млынарства ў акрузе», где посетители имеют возможность познакомиться с уникальными деревянными механизмами по размолу зерна